# Massimo Baldelli
Massimo Baldelli (Città di Castello, 8 settembre 1935 – Città di Castello, 2003) è stato un ceramista italiano.

## Biografia
Ha compiuto gli studi d'arte a Roma e a Firenze e nel 1953 inizia la sua attività di ceramista nel laboratorio di suo padre.
Nel mese di maggio del 1958 l'artista viene ufficialmente invitato a partecipare alla Esposizione Internazionale Ceramica da tenersi al Syracuse Museum of Fine Arts, negli Stati Uniti d'AmericaSyracuse Museum of Fine Arts, negli Stati Uniti d'America. Sempre nello stesso anno alla Mostra Nazionale dell'arredamento di Monza, vince la medaglia d'oro nel Concorso Ceramica-Arredamento.vince la medaglia d'oro nel Concorso Ceramica-Arredamento.
Nel 1959 al Salone Internazionale della Ceramica di Vicenza, vince il Primo Premio Andrea Palladio nella Mostra Selettiva della Ceramica.
Nell'aprile del 1962, la Triennale di Milano lo invita a partecipare all'Esposizione Internazionale della Ceramica Contemporanea di Praga dove ottiene il diploma di medaglia d'argento.la Triennale di Milano lo invita a partecipare all'Esposizione Internazionale della Ceramica Contemporanea di Praga dove ottiene il diploma di medaglia d'argento.
Muore a Città di Castello nel 2003.